# توماس لانسينغ ماسون
توماس لانسينغ ماسون (بالإنجليزية: Thomas Lansing Masson)‏ (1866 - 1934)؛ عالم إنسان، صحفي، كاتب وروائي أمريكي.

## روابط خارجية
- توماس ماسون على موقع IMDb (الإنجليزية)